# Viscount Hanworth

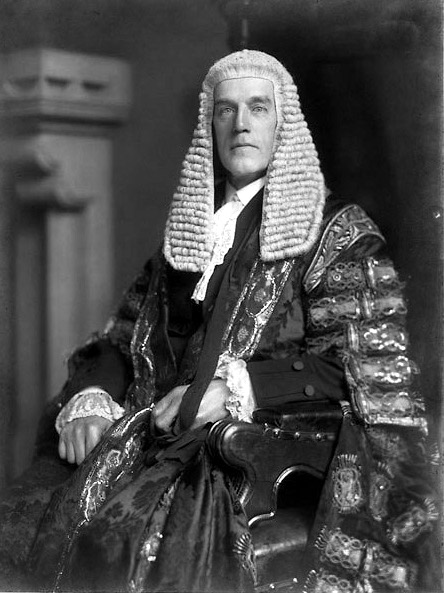
Ernest Pollock, 1. Viscount Hanworth

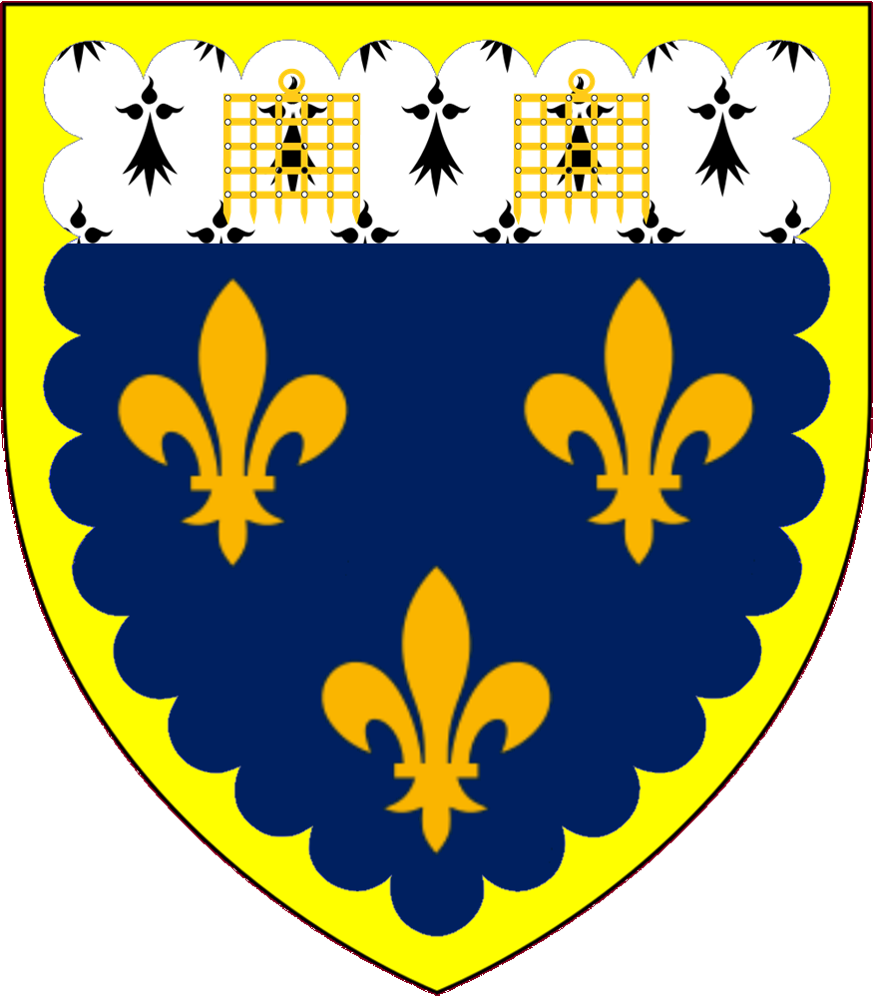
Wappen der Viscounts Hanworth

Viscount Hanworth, of Hanworth in the County of Middlesex, ist ein erblicher britischer Adelstitel in der Peerage of the United Kingdom. 

## Verleihung
Der Titel wurde am 17. Januar 1936 für den Politiker und Juristen Ernest Pollock, 1. Baron Hanworth, geschaffen. Nachdem dieser dreizehn Jahre Abgeordneter des House of Commons gewesen war, stieg dieser zum Attorney General und schließlich zum Master of the Rolls auf.

## Nachgeordnete Titel
Der erste Viscount war bereits am 27. November 1922 in der Baronetage of the United Kingdom zum Baronet, of Hanworth in the County of Middlesex, sowie am 28. Januar 1926 in der Peerage of the United Kingdom zum Baron Hanworth, of Hanworth in the County of Middlesex, erhoben worden. Diese Titel werden vom jeweiligen Viscount als nachgeordnete Titel geführt.
Der jeweilige Viscount steht außerdem in der Erbfolge für die Würde eines Pollock Baronets, of Hatton (geschaffen 1866).

## Liste der Viscounts Hanworth (1936)
- Ernest Murray Pollock, 1. Viscount Hanworth (1861–1936)
- David Bertram Pollock, 2. Viscount Hanworth (1916–1996)
- David Stephen Geoffrey Pollock, 3. Viscount Hanworth (* 1946)

Titelerbe (Heir Presumptive) ist der Neffe des derzeitigen Viscounts, Harold William Charles Pollock (* 1988).